# Mother’s Milk
Mother’s Milk (с англ. — «Материнское Молоко») — четвёртый студийный альбом группы Red Hot Chili Peppers. Выпущен 16 августа 1989 года. Всего было продано около 2 миллионов копий, благодаря чему альбом получил статус дважды платинового[где?].
Альбом достиг 52-го места в чарте Billboard Top 200, получив статус золотого в 1990 году и платинового в 2003 году.

## История альбома
Прежде чем альбом был записан, умер гитарист группы Хиллел Словак, из-за чего группу покинул барабанщик Джек Айронс. После недолгого пребывания в коллективе гитариста группы P-Funk ДиУэйна МакКнайта и барабанщика Dead Kennedys Даррена Хенли, было решено взять в состав группы Джона Фрушанте и ударника Чеда Смита. Первоначально альбом должен был называться The Rockin' Freakapotamus, но после смерти Словака запись была остановлена. Теперь так называется фан-клуб группы.

## Запись
Запись альбома проходила не очень гладко. Фронтмен группы Энтони Кидис отметил в автобиографии, что Фрушанте и продюсер Майкл Бейнхорн часто спорили по поводу звучания гитары. Гитара часто заглушает звук других инструментов и вокал Кидиса (это хорошо заметно в конце песни «Nobody Weird Like Me»).

## Список композиций
Слова и музыка всех песен — Энтони Кидис, Фли, Джон Фрушанте и Чад Смит, кроме указанных иначе.
| №                   | Название | Автор(ы)            | Перевод                   | Длительность |
| ------------------- | --- | ------------------- | ------------------------- | ------------ |
| 1.                  | «Good Time Boys» (содержит отрывки из "Bonin' in the Boneyard" от Fishbone, "Try" от Thelonious Monster и "White Girl" от X) |                     | Парни Хорошего Времени    | 5:02         |
| 2.                  | «Higher Ground» (кавер на Стиви Уандера)                                                                                     | Стиви Уандер        | Возвышенность             | 3:23         |
| 3.                  | «Subway to Venus» |                     | Метро к Венере            | 4:25         |
| 4.                  | «Magic Johnson» |                     | Мэджик Джонсон            | 2:57         |
| 5.                  | «Nobody Weird Like Me» |                     | Нет Никого, Странней Меня | 3:50         |
| 6.                  | «Knock Me Down» |                     | Сбей Меня с Ног           | 3:45         |
| Общая длительность: | Общая длительность: | Общая длительность: | Общая длительность:       | 23:22        |

| №                   | Название                                                                      | Автор(ы)                           | Перевод                            | Длительность |
| ------------------- | ----------------------------------------------------------------------------- | ---------------------------------- | ---------------------------------- | ------------ |
| 7.                  | «Taste the Pain»                                                              | Кидис, Фли, Фрушанте, Д.Х. Пелигро | Попробуй Боль на Вкус              | 4:32         |
| 8.                  | «Stone Cold Bush»                                                             | Кидис, Фли, Фрушанте, Пелигро      | Холодна как Камень                 | 3:06         |
| 9.                  | «Fire» (кавер на Джими Хендрикса; в исполнении Кидиса, Фли, Словака, Айронса) | Джими Хендрикс                     | Огонь                              | 2:03         |
| 10.                 | «Pretty Little Ditty» (инструментал, 3:07 на переиздании 2003 года)           |                                    | Милая Маленькая Песенка            | 1:35         |
| 11.                 | «Punk Rock Classic»                                                           |                                    | Классика Панк-Рока                 | 1:47         |
| 12.                 | «Sexy Mexican Maid»                                                           | Кидис, Фли, Фрушанте, Пелигро      | Сексуальная Мексиканская Горничная | 3:23         |
| 13.                 | «Johnny, Kick a Hole in the Sky»                                              |                                    | Джонни, Пробей Дыру в Небе         | 5:12         |
| Общая длительность: | Общая длительность:                                                           | Общая длительность:                | Общая длительность:                | 21:38        |

| №                   | Название                                                   | Автор(ы)                      | Перевод                                                  | Длительность |
| ------------------- | ---------------------------------------------------------- | ----------------------------- | -------------------------------------------------------- | ------------ |
| 14.                 | «Song That Made Us What We Are Today» (демо)               |                               | Песня, Которая Сделала Нас Такими, Какие Мы Есть Сегодня | 12:56        |
| 15.                 | «Knock Me Down» (оригинальная длинная версия)              |                               |                                                          | 4:44         |
| 16.                 | «Sexy Mexican Maid» (оригинальная длинная версия)          | Кидис, Фли, Фрушанте, Пелигро |                                                          | 3:59         |
| 17.                 | «Salute to Kareem» (демо)                                  |                               | Салют Кариму                                             | 3:24         |
| 18.                 | «Castles Made of Sand» (концерт; кавер на Джими Хендрикса) | Джими Хендрикс                | Замки из Песка                                           | 3:19         |
| 19.                 | «Crosstown Traffic» (концерт; кавер на Джими Хендрикса)    | Джими Хендрикс                | Движение через Весь Город                                | 2:53         |
| Общая длительность: | Общая длительность:                                        | Общая длительность:           | Общая длительность:                                      | 31:15        |

## Участники записи
| Red Hot Chili Peppers - Энтони Кидис — вокал (все песни, кроме 6 и 10), совокал (6), концепция обложки - Джон Фрушанте — гитара (все песни, кроме 9), совокал (6), бэк-вокал - Фли — бас-гитара, труба (3, 7, 10), бэк-вокал - Чад Смит — ударные (все песни, кроме 7 и 9), перкуссия, бубен - Хиллел Словак — гитара (9), бэк-вокал (9), картина с задней обложки - Джек Айронс — ударные (9) Дополнительный персонал - Джон Норвуд Фишер— ударные (7) - Кит «Дерево» Барри — саксофон-тенор (3 и 12) - Патрик Инглиш — труба (3) - Лон — тромбон (3) - Дейв Коулман — виолончель (7) Дополнительный бэк-вокал - Джек Шерман (1 и 2) - Ваг (1 и 2) - Рэнди Рафф (1 и 2) - Джоэл Виргель Виергель (1 и 2) - Айрис Паркер (1 и 2) - Джули Риттер (1 и 2) - Гретхен Сигер (1 и 2) - Лора Спиноза (1 и 2) - Сэр Бэбс (1 и 2) - Мерилл Уорд (1 и 2) - Бруно Дерон (1 и 2) - Аклия Чинн (1, 2, 13) - Кристен Вигард (1, 2, 13) - Вики Калхун (1, 2, 6, 13) | Продюсирование - Майкл Бейнхорн — продюсер, звукорежиссёр - Эдди ДеЛена — звукорежиссёр (7) - Шон Деми — звукорежиссёр - Гарт Ричардсон — звукорежиссёр - Дэйв Джерден — сведение - Джордж Марино — мастеринг Оформление - LGM/Lindy Goetz Management — менеджмент - Роб Гордон — A&R-директор - Генри Маркес, Питер Ши — арт-директор, дизайн - Нельс Исраэльсон — фотографии |

## Положение в чартах
| Год  | Песня           | Чарт                   | Позиция |
| ---- | --------------- | ---------------------- | ------- |
| 1989 | «Higher Ground» | Mainstream Rock Tracks | 26      |
| 1989 | «Higher Ground» | Modern Rock Tracks     | 11      |
| 1989 | «Knock Me Down» | Modern Rock Tracks     | 6       |

## Дополнительная информация
- Мелодия из песни «Pretty Little Ditty» позднее использовалась группой Crazy Town в записи песни «Butterfly» (2001)[6].